# (1513) Mátra
(1513) Matra, désignation internationale (1513) Mátra, est un astéroïde de la ceinture principale

## Description
(1513) Matra est un astéroïde de la ceinture principale. Il fut découvert le 10 mars 1940 à l'observatoire Konkoly par György Kulin. Il présente une orbite caractérisée par un demi-grand axe de 2,19 UA, une excentricité de 0,10 et une inclinaison de 4,0° par rapport à l'écliptique.

## Nom
Il a été nommé d'après le massif montagneux, Mátra, dans le nord de la Hongrie, et où se trouve une station extérieure de l'observatoire Konkoly.

## Compléments